# HŽ serija 7221
HŽ serija 7221 (nadimak Šinobus) serija je dizelskih motornih vlakova Hrvatskih željeznica. Vlakove je proizvodila tvornica GOŠA  iz Srbije po licenci njemačkog modela Uerdinger Schienenbus, a serija je izgrađena u periodu 1959. do 1969. godine. Namijenjeni su za promet na lokalnim prugama. 
Dvodijelni dizelski motorni vlakovi sastoje se od motornoga vagona oznake
7221 i prikolice oznake 4221. Osovinski raspored jest (1A) + 2. Građeni su za najveću voznu brzinu od 90 km/h. Daljinsko upravljanje omogućava spajanje do četiriju garnitura i upravljanje njima s jednoga upravljačkog mjesta.
Dizelski motorni vlakovi serije HZ 7221 opremljeni su četverotaktnim Dieselovim motorom sa šest cilindara. Prijenosnik snage je mehanički. Na oba kraja motornoga vagona ugrađena su mjesta za strojovođu s upravljačkim uređajima i instrumentima, pa je u oba smjera moguće voziti
nesmetano bez okretanja motornoga vagona.

## Izvan redovne uporabe
Šinobus je izbačen iz redovitog prometa i zamijenjen je na svim linijama sa Šveđanima. Povremeno se još koristi kao ispomoć. Nekoliko otpisanih garnitura još postoji na karlovačkom kolodvoru i u Novskoj.[nedostaje izvor]

## Tehničke karakteristike
- Graditelj: Goša, Smederevska Palanka, Srbija
- Godina izgradnje: 1959-1969.
- Sastav garniture: M + P
- Osovinski raspored: 1A+2
- Dieselov motor: Büssing U10
- Snaga Dieselova motora: 110 kW
- Najveća brzina: 90 km/h
- Duljina preko odbojnika (motorni vagon/garnitura):  13300 mm/26600 mm
- Širina vagonskog sanduka: 3000 mm
- Najveća visina od GTR: 3300 mm
- Ukupna masa vlaka (motorni vagon/garnitura): 15,2 t/25,4 t
- Najveće osovinsko opterećenje (garnitura): 9,35 t/os